# Ciutat Esportiva Joan Gamper
Ciutat Esportiva Joan Gamper er FC Barcelona's træningsanlæg og base for dets akademi. Anlægget blev officielt åbnet den 1. juni 2006, og blev opkaldt til ære for Joan Gamper, grundlægger af klubben.
Anlægget er beliggende i Sant Joan Despí og omfatter 136,839 m2. Det har siden dets indvielse i 2006 været hjemsted for klubbens ungdomsholds træninger og kampe. Siden januar 2009, har det også været hjemsted for klubbens førsteholds træning. Anlægget bliver ligeledes brugt af mange af de andre sportshold i klubben, herunder basketball, håndbold og futsal der hovedsageligt benytter multisports pavillionen.
Da FC Barcelona's førstehold flyttede deres træning ud til anlægget betød det samtidig enden på 30 års historie, hvor førsteholdet ellers havde trænet på den lille bane (kendt som La Masia banen) liggende op ad Camp Nou. Med skiftet nyder førsteholdet dog stadig godt af de samme faciliteter som man finder på Camp Nou, hvilket indbefatter en stor pool samt saunaer til spillernes genoptræning.
I 2011 blev den nye La Masia bygning indviet. Bygningen huser klubbens lovende ungdomsspillere der bor og studerer i bygningen. Bygningen kan huse op til 85 spillere mellem 8-17 år.
Grunden hvorpå Ciutat Esportiva ligger, blev købt af klubben i 1989 og er kun 4,5 km væk fra Camp Nou og er direkte forbundet med vej mellem Barcelona og Sant Joan Despí.
Anlæggets estimerede omkostninger anslås til at ligge i omegnen af 68 millioner euros, hvoraf hhv. 25,6 mio. gik til en urbanisering af området og 42,5 til de samlede byggeomkostninger.
Klubben solgte to grundarealer, den første den 21. juni 2002 og den anden den 20. februar 2003, for værdier af hhv. 29,7 og 15,9 millioner euro, der var med til at dække en del af udgifterne til opførelsen af anlægget. De resterende ca. 22,5 millioner euro blev investeret direkte af klubben.

## Faciliteter
- 4 Græsbaner
- 5 Kunstgræsbaner
- 1 multi-sports pavillon
- En tribune ved bane 1
- 1 servicebygning (herunder kantine områder)
- 3 gymnastiksale.
- 2 pressesale
- 4 førstehjælpslokaler
- 1 omklædningsrums bygning
- Forskellige øvelsesområder for målmænd og tekniske aspekter
- Ny La Masia bygning
- Et pool og sauna område til genoptræning